# Diversity (Album)
Diversity ist das im 16. April 2010 veröffentlichte fünfte Studioalbum von Gentleman. Das Album erreichte Platz eins der deutschen Albumcharts.
Musikalisch ist Gentlemans erstes Major-Album zwischen Reggae und Popmusik angesiedelt. Die Texte sind – neben Liebesliedern – oft sozialkritisch und plädieren für Toleranz und Weltoffenheit.

## Rezeption
Auf Laut.de wünschte sich Dani Fromm mehr Abwechslung. Zwar operiere Gentleman textlich wie musikalisch „konstant auf hohem Niveau“, doch klinge Gentleman „stets wie Gentleman“. Inhaltlich zeige er sich „von einer betont gefühlvollen, aber durch und durch reflektierten Seite“. Sie vergab drei von fünf Sternen. Auf Yahoo.de wurde Gentleman als „Act des Monats“ vorgestellt. Der Rezensent nannte Diversity „nicht aus einem Guss“, der rote Faden fehle. Dennoch leiste Gentleman „wie eh und je ganze Arbeit“. Bei Plattentests.de schrieb Mark Read, es sei „verdammt schwer, den Mann nicht zu mögen“. Er kritisierte allerdings „eklige Timbaland-Elektro-Beats“. Auch sei die Platte „mindestens vier Songs zu lang“. Die Bewertung lag bei fünf von zehn Punkten.

## Titelliste
Standard Edition:
1. The Reason – 2:51
2. Ina Time Like Now – 3:09
3. Lonely Days – 3:16
4. Regardless – 3:20
5. It No Pretty – 3:09
6. I Got to Go – 3:50
7. The Finish Line – 3:33
8. Changes – 3:23
9. Gentleman feat. Christopher Martin – To the Top – 3:10
10. No Time to Play – 3:20
11. Fast Forward – 3:34
12. Hold on Strong – 3:47
13. Moment of Truth – 3:16
14. Gentleman feat. Red Roze – Tempolution – 4:12
15. Gentleman feat. Tanya Stephens – Another Melody – 4:02
16. Gentleman feat. Million Stylez – Help – 3:55
17. Gentleman feat. Patrice – Along the Way – 3:34
18. Gentleman feat. Sugar Minott – Good Old Days – 3:32
19. Everlasting Love – 3:12

Deluxe Edition:
CD 1
1. The Reason [2:52]
2. Ina Time Like Now [3:10]
3. Lonely Days [3:18]
4. Changes [3:25]
5. Regardless [3:22]
6. Nothin’ a Change feat. Professor [3:30]
7. Hold on Strong [3:48]
8. The Finish Line [3:34]
9. Tempolution feat. Red Roze [4:14]
10. Along the Way feat. Patrice [3:34]
11. Help feat. Million Stylez [3:55]
12. No Doubt About It [3:40]
13. The Ceiling [3:12]
14. No Time to Play [3:20]

CD 2
1. Another Melody feat. Tanya Stephens [4:03]
2. I Got to Go [3:51]
3. It No Pretty [3:08]
4. Moment of Truth [3:16]
5. To the Top feat. Christopher Martin [3:10]
6. Fast Forward [3:35]
7. Good Old Days feat. Sugar Minott [3:30]
8. Everlasting Love [3:12]
9. Distant Away [4:03]
10. Shut Eye Country feat. Radics & Luciano [3:52]
11. Bridge Over Wall [3:33]
12. No Time to Play Remix [3:17]
13. Intensions feat. Rebelion the Recaller [3:09]
14. Thinking About You feat. Cassandra Steen [3:37]